# Station Wrocław Nowy Dwór
Station Wrocław Nowy Dwór is een spoorwegstation in de Poolse plaats Wrocław.